# Stewart Holden (cầu thủ bóng đá)
James Stewart Holden (21 tháng 4 năm 1942 tại Grange Moor, Huddersfield – 2004) là một cầu thủ bóng đá thi đấu cho Huddersfield Town, Oldham Athletic, Rochdale và Wigan Athletic.
Holden có 6 trận ở Cheshire League cho Wigan.